# تیم ملی فوتبال زیر ۱۷ سال آرژانتین
تیم ملی فوتبال زیر ۱۷ سال آرژانتین (انگلیسی: Argentina national under-17 football team) نماینده این کشور در مسابقات بین‌المللی فوتبال مختص این رده سنی است.
این تیم تحت نظر اتحادیه فوتبال آرژانتین اداره می‌شود.